# Eau Salée
Die Eau Salée (im Oberlauf: Ruisseau de Varages) ist ein Fluss im Südosten Frankreichs, der im Département Var in der Region Provence-Alpes-Côte d’Azur verläuft. Sie entspringt im Gemeindegebiet von Varages, entwässert anfangs in nordwestlicher Richtung, dreht dann auf Südost und mündet nach insgesamt 23 Kilometern im Gemeindegebiet von Châteauvert als linker Nebenfluss in den Argens.

## Orte am Fluss
(Reihenfolge in Fließrichtung)
- Varages
- Barjols